# Lempdes
Pour les articles ayant des titres homophones, voir Landes.
Ne pas confondre avec la commune de Lempdes-sur-Allagnon située dans le département voisin de la Haute-Loire.
Lempdes (/lɑ̃d/) est une commune française située dans le département du Puy-de-Dôme, en région Auvergne-Rhône-Alpes, à la périphérie est de Clermont-Ferrand.
Elle fait partie de l'aire d'attraction de Clermont-Ferrand.

## Géographie

### Localisation
Lempdes est située, à vol d'oiseau, à 8,8 km à l'est de Clermont-Ferrand.
Cinq communes sont limitrophes :
Les communes limitrophes sont  Aulnat, Clermont-Ferrand, Cournon-d'Auvergne, Mur-sur-Allier et Pont-du-Château.
| Aulnat           |                    | Pont-du-Château |
| Clermont-Ferrand | Lempdes            | Dallet          |
|                  | Cournon-d'Auvergne |                 |

La ville est composée de plusieurs lieux-dits : les Caques (au sud-est de la commune), Carmentrand (au sud-ouest), les Clos (au sud), les Côtes (à l'est), la Croix Masson (à l'est), les Debas (à l'ouest), Gandaillat (à l'ouest), les Gibaudonnes (au nord-est), la Grassette (à l'ouest), Lempdes (au centre), Marmilhat (au nord-ouest), la Rochelle (au nord), la Rodde (au sud-ouest).

### Géologie et relief
La commune peut se diviser en deux parties : la plaine au nord et les coteaux au sud.
Le territoire communal compte quatre zones géologiques : des buttes volcaniques au sud, des concrétions calcaires également au sud de la commune, avec une forte érosion, une « zone de colluvions due à l'érosion des reliefs argilo-marneux au centre » et des « formations de débris de roches accumulés très riches en matières organiques » au nord.

### Hydrographie
Aucun cours d'eau notable ne traverse la commune. Le Bec est un « ruisseau de drainage de la plaine », avec « une pente extrêmement faible ».

### Voies de communication et transports

#### Voies routières
Lempdes est desservie par l'autoroute A711, axe reliant Clermont-Ferrand à l'est du Puy-de-Dôme, à Thiers et à Lyon (A89). Trois échangeurs desservent les quartiers de la commune : 1.2 (Lempdes-centre), depuis Clermont-Ferrand, 1.3 (desservant la zone d'activités et débouchant sur la route métropolitaine (RM) 766) et 1.4 (autoroute A712 vers Pont-du-Château et débouchant au rond-point de Champ Lamet avec les RM 2089, 52 et 766). La section comprise entre Clermont-Ferrand et Lempdes est empruntée par près de 40 000 véhicules par jour.
La route métropolitaine 766, qui fut à l'origine la route nationale 89 de Lyon à Bordeaux, croise l'autoroute A711 dont l'accès se fait à partir d'un carrefour transformé en 2007 en giratoire par la communauté d'agglomération. Cette voie, d'intérêt communautaire, a été requalifiée à plusieurs reprises ; en zone urbanisée, cette route est bordée par « des entrepôts commerciaux anciens et récents », avec « des enseignes et des affiches publicitaires », et n'incitant pas à la pratique du vélo. Cette route ne supporte plus le flux de transit vers Pont-du-Château depuis l'ouverture de l'A712.
Un peu plus au nord, la route métropolitaine 769 relie Clermont-Ferrand à Dallet en desservant l'aéroport. Sur le territoire communal, cette route croise, au moyen d'un carrefour transformé en giratoire en 2014, la rue de la Rochelle donnant accès à la zone artisanale et commerciale du Pontel, puis à la M 766 au moyen d'un carrefour dénivelé et à la M 52 menant à Cournon-d'Auvergne ; cette M 769 continue vers Thiers et la D 2089.
Plus à l'est, la RM 52 relie Cournon-d'Auvergne au rond-point de Champ-Lamet (dit aussi de Chazal), en desservant le parc d'activités de la Fontanille ; entre Cournon-d'Auvergne et Lempdes, une piste cyclable a été aménagée.
Deux autres routes départementales, les RM 781 et 784 (il existe aussi une RM 784a), passent dans le centre de la commune.
Le réseau routier d'intérêt communautaire se limite à la desserte des zones d'activités entre Lempdes et Pont-du-Château. Le temps de parcours moyen avec Clermont-Ferrand s'élevait à quatorze minutes en 2011.
Lempdes et Clermont-Ferrand sont reliées en dix minutes, en conditions favorables par l'autoroute A711 ou la RM (ex-RD) 766.

#### Transport ferroviaire
Aucune voie ferrée ne traverse la commune. Les gares les plus proches sont situées à Pont-du-Château, Aulnat et Clermont-Ferrand.

#### Transports en commun
Lempdes a intégré le périmètre de transports urbains de l'agglomération clermontoise le 1er septembre 2000.
Deux lignes de bus T2C desservent la commune. Les lignes 35 et 36 relient la place Delille (arrêt Delille Montlosier) à Clermont-Ferrand à Lempdes (Le Pontel) et à Pont-du-Château.
Cette desserte est complétée par plusieurs lignes interurbaines d'autocars (Transdôme), gérées par la région Auvergne-Rhône-Alpes :
| Ligne | Tracé |
| ----- | --- |
| 01    | Clermont-Ferrand (gare routière) ↔ Lempdes (Marmilhat, Granges Vieilles) ↔ Thiers ↔ Saint-Rémy-sur-Durolle ↔ Chabreloche |
| 02    | Clermont-Ferrand (gare routière) ↔ Lempdes (Marmilhat, Granges Vieilles) ↔ Ambert ↔ Arlanc                               |
| 06    | Clermont-Ferrand (gare routière) ↔ Lempdes (Marmilhat, Granges Vieilles) ↔ Maringues ↔ Peschadoires (Pont-de-Dore)       |
| 23    | Clermont-Ferrand (gare routière) ↔ Lempdes (Marmilhat, Granges Vieilles) ↔ Vertaizon ↔ Espirat ↔ Billom                  |
| 25    | Clermont-Ferrand (gare routière) ↔ Lempdes (Marmilhat, Granges Vieilles) ↔ Chas                                          |
| 35    | Clermont-Ferrand (gare routière) ↔ Lempdes (Marmilhat, Granges Vieilles) ↔ Courpière ↔ Peschadoires (Pont-de-Dore)       |

#### Transports aériens
L'aéroport le plus proche est situé à Aulnat : l'aéroport de Clermont-Ferrand Auvergne.

#### Aménagements cyclables
Il existe deux aménagements cyclables : une bande cyclable aménagée le long de la M 769 entre Aulnat et Lempdes, puis une piste cyclable parallèle à la M 52 entre Lempdes et Cournon-d'Auvergne.

### Climat
Pour des articles plus généraux, voir Climat d'Auvergne-Rhône-Alpes et Climat du Puy-de-Dôme.
En 2010, le climat de la commune est de type climat océanique altéré, selon une étude du Centre national de la recherche scientifique s'appuyant sur une série de données couvrant la période 1971-2000. En 2020, Météo-France publie une typologie des climats de la France métropolitaine dans laquelle la commune est exposée à un climat de montagne ou de marges de montagne et est dans la région climatique Nord-est du Massif Central, caractérisée par une pluviométrie annuelle de 800 à 1 200 mm, bien répartie dans l’année.
Pour la période 1971-2000, la température annuelle moyenne est de 11,3 °C, avec une amplitude thermique annuelle de 16,3 °C. Le cumul annuel moyen de précipitations est de 634 mm, avec 8,5 jours de précipitations en janvier et 6,6 jours en juillet. Pour la période 1991-2020, la température moyenne annuelle observée sur la station météorologique de Météo-France la plus proche, « Clermont-Ferrand », sur la commune de Clermont-Ferrand à 9 km à vol d'oiseau, est de 12,1 °C et le cumul annuel moyen de précipitations est de 563,4 mm,. Pour l'avenir, les paramètres climatiques de la commune estimés pour 2050 selon différents scénarios d'émission de gaz à effet de serre sont consultables sur un site dédié publié par Météo-France en novembre 2022.
| Mois                                  | jan.             | fév.            | mars             | avril           | mai             | juin          | jui.            | août           | sep.            | oct.            | nov.             | déc.             | année     |
| ------------------------------------- | ---------------- | --------------- | ---------------- | --------------- | --------------- | ------------- | --------------- | -------------- | --------------- | --------------- | ---------------- | ---------------- | --------- |
| Température minimale moyenne (°C)     | 0,6              | 0,6             | 3                | 5,3             | 9,1             | 12,6          | 14,5            | 14,4           | 10,9            | 8,3             | 3,9              | 1,4              | 7,1       |
| Température moyenne (°C)              | 4,3              | 5,1             | 8,3              | 10,9            | 14,8            | 18,4          | 20,6            | 20,6           | 16,7            | 13              | 7,9              | 5                | 12,1      |
| Température maximale moyenne (°C)     | 8                | 9,5             | 13,7             | 16,6            | 20,5            | 24,2          | 26,8            | 26,8           | 22,5            | 17,8            | 12               | 8,6              | 17,3      |
| Record de froid (°C) date du record   | −23,1 05.01.1971 | −29 14.02.1929  | −21,3 11.03.1931 | −7,1 08.04.03   | −4,2 02.05.1938 | 1 02.06.1975  | 3,8 03.07.1948  | 2,4 24.08.1980 | −3 24.09.1928   | −9,2 29.10.1997 | −11,8 23.11.1993 | −25,8 18.12.1933 | −29 1929  |
| Record de chaleur (°C) date du record | 22,1 30.01.02    | 25,9 28.02.1960 | 26,6 25.03.1981  | 31,3 16.04.1949 | 33 17.05.1945   | 40,9 26.06.19 | 40,7 31.07.1983 | 40,4 24.08.23  | 36,8 16.09.1987 | 33,2 02.10.23   | 24,7 08.11.15    | 21,9 30.12.1925  | 40,9 2019 |
| Ensoleillement (h)                    | 846              | 1 096           | 1 654            | 1 791           | 1 997           | 2 252         | 2 556           | 2 432          | 1 914           | 136             | 903              | 777              | 19 579    |
| Précipitations (mm)                   | 26,6             | 18,7            | 26,1             | 51,1            | 66,5            | 67,5          | 63,3            | 62             | 57,5            | 48,8            | 46,2             | 29,1             | 563,4     |

## Urbanisme

### Typologie
Au 1er janvier 2024, Lempdes est catégorisée ceinture urbaine, selon la nouvelle grille communale de densité à sept niveaux définie par l'Insee en 2022.
Elle appartient à l'unité urbaine de Clermont-Ferrand, une agglomération intra-départementale regroupant 17  communes, dont elle est une commune de la banlieue,,. Par ailleurs la commune fait partie de l'aire d'attraction de Clermont-Ferrand, dont elle est une commune de la couronne,. Cette aire, qui regroupe 209 communes, est catégorisée dans les aires de 200 000 à moins de 700 000 habitants,.

### Occupation des sols
L'occupation des sols de la commune, telle qu'elle ressort de la base de données européenne d’occupation biophysique des sols Corine Land Cover (CLC), est marquée par l'importance des territoires agricoles (58,4 % en 2018), en diminution par rapport à 1990 (63,9 %). La répartition détaillée en 2018 est la suivante : terres arables (41,3 %), zones urbanisées (21,1 %), zones agricoles hétérogènes (17,1 %), zones industrielles ou commerciales et réseaux de communication (16,6 %), espaces verts artificialisés, non agricoles (2,3 %), forêts (1,5 %), mines, décharges et chantiers (0,1 %). L'évolution de l’occupation des sols de la commune et de ses infrastructures peut être observée sur les différentes représentations cartographiques du territoire : la carte de Cassini (XVIIIe siècle), la carte d'état-major (1820-1866) et les cartes ou photos aériennes de l'IGN pour la période actuelle (1950 à aujourd'hui).

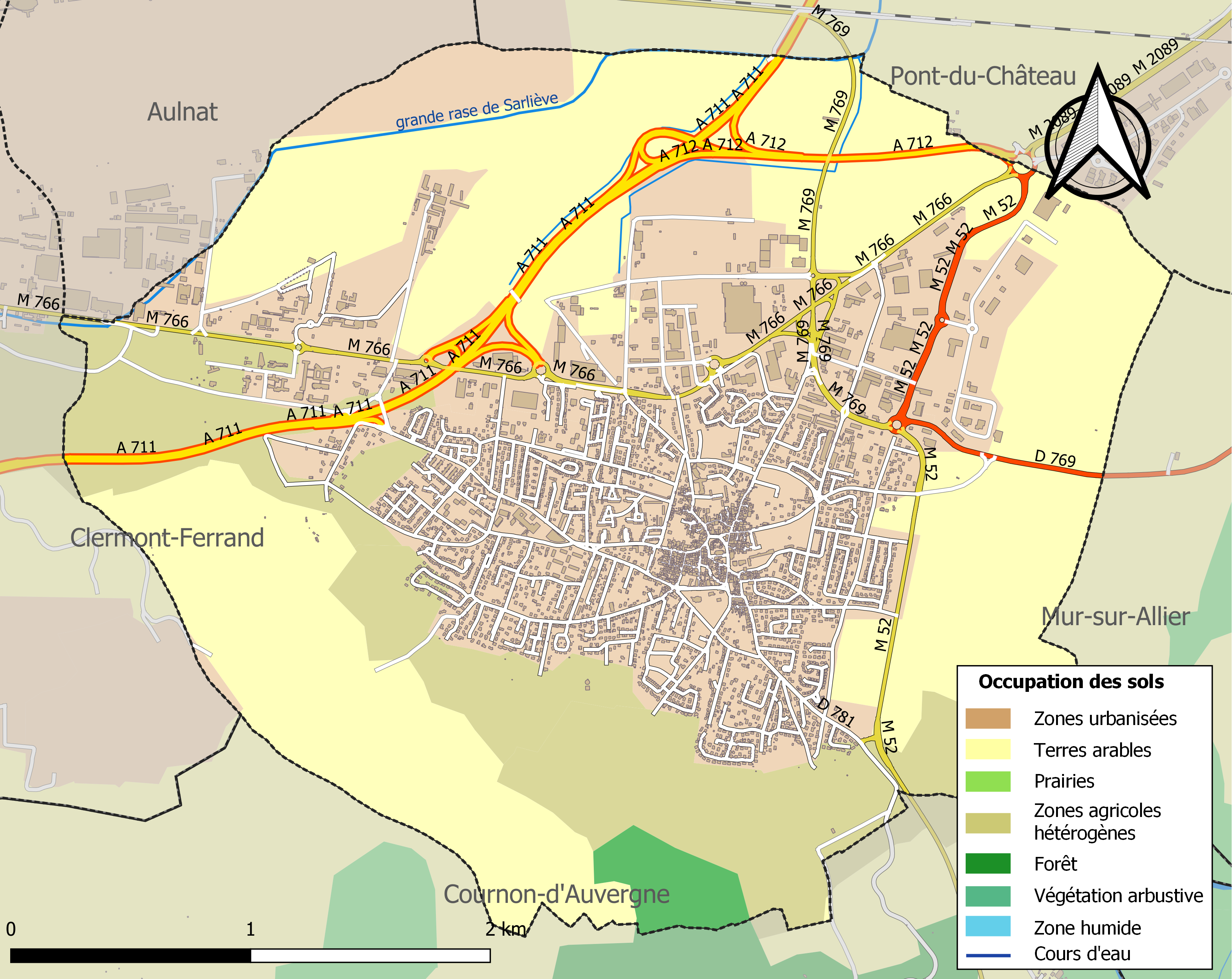
Carte des infrastructures et de l'occupation des sols de la commune en 2018 (CLC).

### Morphologie urbaine et quartiers

#### Centre-bourg
La plaine a toujours été habitée pendant les périodes de drainage et d'entretien. Le bourg est né de la migration des populations de la plaine inondée. Quatre grandes propriétés seigneuriales ou religieuses, non démantelées à la Révolution, sont quasi-intégrales au XXe siècle. Trois d'entre elles ont été acquises par la commune.
À la fin du XXe siècle, une opération de requalification du centre-bourg a permis l'implantation d'un supermarché de proximité.

#### Marmilhat
Le quartier de Marmilhat, à l'ouest de la commune, abrite de nombreux organismes et établissements spécialisés dans les domaines de l'agriculture, des espaces ruraux et de l'environnement : ENITA (actuellement VetAgro Sup), CFPPA, CFA, plusieurs services administratifs et associatifs dont l'ONF et des laboratoires de recherche.

#### Autres quartiers
L'habitat est limité par la route départementale 766 au nord et par la route départementale 52 à l'est.

#### Environnement
La commune est bordée par des espaces naturels « en couronne autour d'un noyau central urbanisé ».

### Logement
En 2013, la commune comptait 3 905 logements, contre 3 689 en 2008 et 3 432 en 1999. Parmi ces logements, 93,1 % étaient des résidences principales, 0,6 % des résidences secondaires et 6,2 % des logements vacants. Ces logements étaient pour 69,4 % d'entre eux des maisons individuelles et pour 30,2 % des appartements. La part de logements individuels reste majoritaire à Lempdes comme une partie des communes périurbaines de l'agglomération.
La proportion des résidences principales, propriétés de leurs occupants était de 61,4 %, en baisse par rapport à 2008 (63,2 %). La part de logements HLM loués vides était de 20,4 % (contre 17,6 %).
Le secteur locatif public représentait 3 % du parc de logements de la commune en 2009.

### Risques naturels et technologiques
La commune est soumise à plusieurs risques naturels et technologiques. Elle a élaboré un DICRIM.

#### Risques naturels
Le risque inondation affecte la commune, même s'il n'est pas mentionné dans le DICRIM. Lempdes a fait l'objet d'arrêtés de catastrophe naturelle à la suite d'événements (associés aux coulées de boue) en juin 1992 et en décembre 1999.
Le risque mouvement de terrain est très faible dans la commune.
Le risque sismique concerne toutes les communes du département. Le canton de Pont-du-Château (ancien périmètre) était classé, dans l'ancienne classification, en zone 1B (risque sismique faible), ; depuis 2011, Lempdes se situe dans la zone de sismicité de niveau 3 (modérée),. Aucun séisme grave ne s'est produit depuis 1490,.

#### Risques technologiques
La commune est concernée par le risque transports de matières dangereuses (TMD). L'autoroute A711 et la route départementale 766 (ancienne route nationale 89) peuvent être empruntées par les transports de matières dangereuses : livraison de carburant pour les stations-services, ou de chlore pour les piscines. Au moins une conduite de gaz passe dans la commune, : lignes Gerzat – Issoire (diamètre 150 mm) et Gerzat – Cournon (diamètre 400 mm).
Lempdes n'est pas concernée par le risque minier bien que des mines ont été exploitées : quatre concessions de mines de bitume dont une, dite « du Puy de la Bourrière », instituée par une ordonnance royale de 1843 et renoncée en 1981, et trois autres inexploitées : « Le Cortal », « Les Roys Nord » et « Les Roys Sud ».

## Toponymie
Le nom de Lempdes vient de la langue gauloise Arenemeto auquel s'ajoute un suffixe gaulois supplémentaire. Il est aussi à l'origine du nom en occitan : Lemde.
Cette affirmation est contredite par la forme ancienne Lemate attestée en 1315: l'origine serait plutôt le gaulois lemo, orme, avec le suffixe -ate (cf dérivés en -*ati, in PY Lambert, La langue gauloise)

## Histoire
Une église fut implantée au XIIe siècle, et les fortifications, dont subsiste actuellement un tracé circulaire, apparaissent au XIVe siècle.
Lempdes fut une ville agricole entre les XVIe et XIXe siècles. La production viticole fut très active à la fin du XIXe siècle : la population produisait et vendait des céréales, du chanvre, de la noix ou encore du vin à destination de Paris.
Une piste d'aviation fut construite en 1916 par Michelin, en dur, « en raison de l'humidité du terrain ». Les Ateliers Industriels d'Aéronautique (AIA) se sont implantés à cheval avec la commune voisine d'Aulnat.
L'urbanisation de la commune ne s'est accélérée que dans les années 1960. Jusque-là rurale, le développement résidentiel commence avec la création d'une cité Michelin et des premiers lotissements, puis vers l'ouest dans les années 1970, vers le nord dans les années 1980, de l'autre côté de la route nationale 89 et dans les années 1990 vers l'est avec la création de la zone d'aménagement concerté du Bourgnon.

## Politique et administration

### Découpage territorial
La commune de Lempdes est membre de la métropole Clermont Auvergne Métropole, un établissement public de coopération intercommunale (EPCI) à fiscalité propre créé le 24 décembre 1999 (en tant que communauté d'agglomération Clermont Communauté, devenue communauté urbaine le 1er janvier 2017 et métropole depuis le 1er janvier 2018) dont le siège est à Clermont-Ferrand. Ce dernier est par ailleurs membre d'autres groupements intercommunaux.
Sur le plan administratif, elle a d'abord été rattachée au district de Clermont-Ferrand en 1793, devenu l'arrondissement de Clermont-Ferrand en 1801, à la circonscription administrative de l'État du Puy-de-Dôme et à la région Auvergne-Rhône-Alpes. Elle était membre du canton de Cornon sous l'an II puis, depuis 1801, du canton de Pont-du-Château.
Sur le plan électoral, elle dépend du canton de Pont-du-Château pour l'élection des conseillers départementaux, depuis le redécoupage cantonal de 2014 entré en vigueur en 2015, et de la cinquième circonscription du Puy-de-Dôme pour les élections législatives, depuis le dernier découpage électoral de 2010.

### Élections municipales et communautaires

#### Élections de 2020
Le conseil municipal de Lempdes, commune de plus de 1 000 habitants, est élu au scrutin proportionnel de liste à deux tours (sans aucune modification possible de la liste), pour un mandat de six ans renouvelable. Compte tenu de la population communale, le nombre de sièges à pourvoir lors des élections municipales de 2020 est de 29. Les vingt-neuf conseillers municipaux sont élus au premier tour avec un taux de participation de 48,69 %, se répartissant en : vingt-quatre élus issus de la liste d'Henri Gisselbrecht et cinq élus issus de la liste de Jean-Michel Calut.
Les deux sièges attribués à la commune au sein du conseil métropolitain de Clermont Auvergne Métropole sont issus de la liste d'Henri Gisselbrecht.
Le conseil municipal, réuni en mai 2020 pour réélire le maire, a désigné six adjoints.
La mairie siège sur le site de l'ancienne propriété Poisson, acquise par la commune en 1977.

#### Chronologie des maires
| Période                                  | Période                   | Identité                  | Étiquette | Qualité |
| ---------------------------------------- | ------------------------- | ------------------------- | --------- | --- |
| Les données manquantes sont à compléter. |                           |                           |           | |
| 1800                                     | 1803                      | Jean-Mathieu Geneix       |           | |
| 1803                                     | 1812                      | Jean-François Ducrohet    |           | |
| 1812                                     | 1818                      | Jean-Joseph de Chalier    |           | |
| 1818                                     | 1825                      | Jean-Baptiste Desmanèches |           | |
| 1825                                     | 1830                      | Pierre Beaune-Lavie       |           | |
| 1830                                     | 1832                      | Jean-Baptiste Desmanèches |           | |
| 1832                                     | 1835                      | Etienne Lamy-Sauzet       |           | |
| 1835                                     | 1852                      | Martial Rougane           |           | |
| 1852                                     | 1865                      | Gervais Desmanèches       |           | |
| 1865                                     | 1883                      | Martial Rougane           |           | |
| 1883                                     | 1886                      | Pierre Sabatier           |           | |
| 1886                                     | 1888                      | Claude Sauzet-Germain     |           | |
| 1888                                     | 1893                      | Edmond de Tarrieux        |           | |
| 1893                                     | 1894                      | Claude Sauzet-Gaymard     |           | |
| 1894                                     | 1900                      | Laurent Grassion-Sabatier |           | |
|                                          |                           |                           |           | |
| mars 1959                                | mars 1977                 | Marcel Boubat             |           | |
|                                          |                           |                           |           | |
| mars 1983                                | mars 2008                 | Jean-Pierre Georget       | DVD       | Médecin |
| mars 2008                                | mars 2014                 | Gérard Betenfeld          | PS        | Retraité d'une société d'aménagement local Conseiller général puis départemental de Pont-du-Château (1998-2021) |
| mars 2014                                | En cours (au 4 juin 2020) | Henri Gisselbrecht        | DVD       | Vétérinaire 5e vice-président de Clermont Auvergne Métropole[précision nécessaire]                              |

### Instances judiciaires
Lempdes dépend de la cour d'appel de Riom et des tribunaux judiciaire et de commerce de Clermont-Ferrand.

### Politique environnementale
L'eau consommée par les habitants provient des nappes alluviales de l'Allier, à Pont-du-Château et Limons, ou « des captages sous-basaltiques en amont de Blanzat et à Sayat ». L'exploitation de cette eau de consommation est assurée par la SEMERAP (Société d'économie mixte pour l'exploitation des réseaux d'eau et d'assainissement et la protection de l'environnement) pour le compte du syndicat intercommunal d'alimentation en eau potable de Basse Limagne.
La gestion des déchets est assurée par Clermont Auvergne Métropole. Le tri sélectif est opérationnel depuis octobre 2004. La déchèterie la plus proche est située à Cournon-d'Auvergne, sur l'ancienne route de Lempdes.

### Jumelages
La commune est jumelée avec Hallstadt (Allemagne) depuis 1992 et Mangualde (Portugal) depuis 2018. La signature officielle du jumelage entre Lempdes et la ville portugaise, où la dernière 2CV a été produite dans l'usine Citroën en 1990, a été faite le 19 mai 2018.

## Population et société

### Démographie

#### Évolution démographique
L'évolution du nombre d'habitants est connue à travers les recensements de la population effectués dans la commune depuis 1793. Pour les communes de moins de 10 000 habitants, une enquête de recensement portant sur toute la population est réalisée tous les cinq ans, les populations de référence des années intermédiaires étant quant à elles estimées par interpolation ou extrapolation. Pour la commune, le premier recensement exhaustif entrant dans le cadre du nouveau dispositif a été réalisé en 2004.

En 2022, la commune comptait 8 646 habitants, en évolution de +4,09 % par rapport à 2016 (Puy-de-Dôme : +2,1 %, France hors Mayotte : +2,11 %).
| 1793  | 1800  | 1806  | 1821  | 1831  | 1836  | 1841  | 1846  | 1851  |
| ----- | ----- | ----- | ----- | ----- | ----- | ----- | ----- | ----- |
| 1 772 | 1 845 | 1 920 | 1 941 | 1 883 | 1 735 | 1 728 | 1 788 | 1 628 |

| 1856  | 1861  | 1866  | 1872  | 1876  | 1881  | 1886  | 1891  | 1896  |
| ----- | ----- | ----- | ----- | ----- | ----- | ----- | ----- | ----- |
| 1 670 | 1 790 | 1 726 | 1 731 | 1 655 | 1 584 | 1 573 | 1 563 | 1 383 |

| 1901  | 1906  | 1911  | 1921  | 1926  | 1931  | 1936  | 1946  | 1954  |
| ----- | ----- | ----- | ----- | ----- | ----- | ----- | ----- | ----- |
| 1 281 | 1 197 | 1 128 | 1 123 | 1 245 | 1 113 | 1 098 | 1 225 | 1 454 |

| 1962  | 1968  | 1975  | 1982  | 1990  | 1999  | 2004  | 2006  | 2009  |
| ----- | ----- | ----- | ----- | ----- | ----- | ----- | ----- | ----- |
| 1 659 | 3 546 | 5 836 | 8 015 | 8 591 | 8 401 | 8 579 | 8 374 | 8 292 |

| 2014  | 2019  | 2022  | - | - | - | - | - | - |
| ----- | ----- | ----- | - | - | - | - | - | - |
| 8 267 | 8 677 | 8 646 | - | - | - | - | - | - |

#### Pyramide des âges
En 2018, le taux de personnes d'un âge inférieur à 30 ans s'élève à 33,7 %, soit en dessous de la moyenne départementale (34,2 %). À l'inverse, le taux de personnes d'âge supérieur à 60 ans est de 29,5 % la même année, alors qu'il est de 27,9 % au niveau départemental.
En 2018, la commune comptait 4 007 hommes pour 4 536 femmes, soit un taux de 53,10 % de femmes, légèrement supérieur au taux départemental (51,59 %).
Les pyramides des âges de la commune et du département s'établissent comme suit.
| Hommes | Classe d’âge | Femmes |
| ------ | ------------ | ------ |
| 0,5    | 90 ou +      | 1,5    |
| 8,9    | 75-89 ans    | 11,0   |
| 18,0   | 60-74 ans    | 18,7   |
| 20,2   | 45-59 ans    | 20,8   |
| 17,1   | 30-44 ans    | 15,7   |
| 18,3   | 15-29 ans    | 18,1   |
| 16,8   | 0-14 ans     | 14,3   |

| Hommes | Classe d’âge | Femmes |
| ------ | ------------ | ------ |
| 0,7    | 90 ou +      | 2,1    |
| 7,4    | 75-89 ans    | 10,2   |
| 17,7   | 60-74 ans    | 18,6   |
| 20,2   | 45-59 ans    | 19,2   |
| 18,4   | 30-44 ans    | 17,4   |
| 18,6   | 15-29 ans    | 17,2   |
| 17     | 0-14 ans     | 15,3   |

### Enseignement
Lempdes dépend de l'académie de Clermont-Ferrand.

#### Établissements éducatifs
Elle gère trois écoles maternelles publiques (Gandaillat, Le Bourgnon et Le Petit Prince) ainsi que trois écoles élémentaires publiques (Bourgnon, La Fleurie et Vaugondières),.
Les élèves poursuivent leur scolarité au collège Antoine-de-Saint-Exupéry, situé dans la commune, puis au lycée René-Descartes de Cournon-d'Auvergne pour les filières générales et STMG ou au lycée Lafayette de Clermont-Ferrand pour la filière STI2D.
Il existe aussi un lycée agricole (Louis-Pasteur).

#### Établissements spécialisés
Située à Marmilhat, à l'ouest de la commune, l'école nationale d'ingénieurs des travaux agricoles de Clermont-Ferrand (ENITA) était un établissement d'enseignement supérieur relevant du ministère de l'Agriculture. Créée en 1984, elle formait les ingénieurs dans les domaines de l'agriculture, de l'alimentaire et du développement territorial. En 2010, elle fusionne avec l'École nationale vétérinaire de Lyon pour constituer l'Institut d'enseignement supérieur et de recherche en alimentation, santé animale, sciences agronomiques et de l'environnement, plus connu sous le nom de VetAgro Sup. Le site de Lempdes abrite le campus agronomique.

### Manifestations culturelles et festivités
Les marchés se tiennent tous les mardis et samedis matin.
Du 18 au 21 mai 2018, Lempdes a accueilli 400 2CV, à l'occasion des 70 ans de la création de cette voiture.

### Sports
- Clubs sportifs : Académie lempdaise d'aikido, ASC AIA / Lempdes Rugby, Basket Club de Lempdes, Lempdes Athlétisme et Loisir, Lempdes Sport Football, Lempdes Sport Natation, Tennis Club de Lempdes, etc.[L 8].
- Équipements : parc de sports et de loisirs Bernard-Boudiau, maison des sports, terrain de basket, courts de tennis, skate park, BMX[L 9], piscine communautaire Marcel-Boubat[L 10], rénovée courant 2014[L 11].

La ville de Lempdes a entrepris la rénovation du COSEC, avec la réfection de la salle de 1 000 m2 datant des années 1970, la mise aux normes environnementales (RT2012, toiture en kalzip — feuille d'aluminium — et solarwall).

## Économie
La commune compte quatre zones d'activités :
- le pôle de Marmilhat et l'AIA à l'ouest[PLU-Rap 11] ;
- le pôle d'activités du Pontel, à dominante commerciale, avec 64 entreprises en 2003 et plus de mille salariés[PLU-Rap 18]. Elle est gérée par la métropole ;
- la zone de Fontanille, créée en 1983 et également gérée par Clermont Auvergne Métropole, comptant une trentaine d'entreprises en 2003[PLU-Rap 18] ;
- la zone de Fontanille II, le long de la D 52 (rue Pierre-Boulanger), créée par arrêté préfectoral du 22 novembre 2005[PLU-Rap 19].

### Revenus de la population et fiscalité
En 2011, le revenu fiscal médian par ménage s'élevait à 30 523 €, ce qui plaçait Lempdes au 14 901e rang des communes de plus de 49 ménages en métropole.

### Emploi
En 2013, la population âgée de 15 à 64 ans s'élevait à 5 351 personnes, parmi lesquelles on comptait 71,6 % d'actifs dont 64,7 % ayant un emploi et 6,8 % de chômeurs.
On comptait 4 655 emplois dans la zone d'emploi. Le nombre d'actifs ayant un emploi résidant dans la zone étant de 3 486, l'indicateur de concentration d'emploi s'élève à 133,5 %, ce qui signifie que la commune offre plus d'un emploi par habitant actif.
La répartition des 4 875 emplois par catégorie socio-professionnelle et par secteur d'activité est la suivante :
| Échelle     | Agriculteurs exploitants | Artisans, commerçants, chefs d'entreprise | Cadres et professions intellectuelles supérieures | Professions intermédiaires | Employés | Ouvriers |
| ----------- | ------------------------ | ----------------------------------------- | ------------------------------------------------- | -------------------------- | -------- | -------- |
| Commune     | 0,2 %                    | 4,7 %                                     | 14,4 %                                            | 25,6 %                     | 30,1 %   | 25,0 %   |
| Département | 2,4 %                    | 6,5 %                                     | 15,3 %                                            | 24,7 %                     | 28,3 %   | 22,8 %   |
| France      | 1,7 %                    | 6,5 %                                     | 17,2 %                                            | 25,6 %                     | 28,1 %   | 20,8 %   |

La part des employés est surreprésentée par rapport aux autres communes de l'agglomération (34 % contre 31 % en 2008).
| Échelle     | Agriculture | Industrie | Construction | Commerce, transports, services divers | Administration publique, enseignement, santé, action sociale |
| ----------- | ----------- | --------- | ------------ | ------------------------------------- | ------------------------------------------------------------ |
| Commune     | 3,0 %       | 9,4 %     | 12,2 %       | 46,7 %                                | 28,7 %                                                       |
| Département | 3,3 %       | 16,1 %    | 6,8 %        | 41,3 %                                | 32,5 %                                                       |
| France      | 2,8 %       | 12,7 %    | 6,8 %        | 46,1 %                                | 31,6 %                                                       |

La commune compte plus d'emplois dans le tertiaire que dans le primaire ou le secondaire. Néanmoins, en 1999, 54 % des emplois émanaient du secteur tertiaire.
3 233 des 3 486 personnes âgées de quinze ans ou plus (soit 92,7 %) sont des salariés. Près d'un actif sur quatre travaille dans la commune de résidence en 2013, soit presque autant qu'en 1999, mais moins qu'en 1982 (un sur trois).

### Entreprises
Au 1er janvier 2014, Lempdes comptait 403 entreprises : 22 dans l'industrie, 79 dans la construction, 235 dans le commerce, les transports et les services divers et 67 dans le secteur administratif.
En outre, elle comptait 504 établissements.
Au 31 décembre 2013, elle comptait 664 établissements actifs (4 174 postes salariés), dont la répartition est la suivante :
| Secteur d'activité    | Agriculture | Industrie | Construction | Commerce, transports, services divers | Administration publique, enseignement, santé, action sociale |
| --------------------- | ----------- | --------- | ------------ | ------------------------------------- | ------------------------------------------------------------ |
| Établissements actifs | 2,0 %       | 4,7 %     | 14,3 %       | 62,8 %                                | 15,3 %                                                       |
| Postes salariés       | 4,2 %       | 7,9 %     | 17,0 %       | 45,0 %                                | 25,9 %                                                       |

Les entreprises ayant le plus de salariés dans la commune en 2002 étaient : La Poste (400 salariés pour le traitement du courrier et le guichet entreprises), l'hypermarché Cora (324), les entreprises de travaux publics et du génie civil SACER et La Forézienne (respectivement 115 et 105 salariés).

### Agriculture
Au recensement agricole de 2010, la commune comptait onze exploitations agricoles. Ce nombre est en nette diminution par rapport à 2000 (18) et à 1988 (25).
La superficie agricole utilisée sur ces exploitations était de 505 hectares en 2010, dont 439 ha sont alloués aux terres labourables et 4 ha aux cultures permanentes.

### Industrie
Lempdes abrite les locaux du laboratoire pharmaceutique Europhartech (80 salariés en 2002).

### Commerce et services
La base permanente des équipements de 2015 recensait soixante-deux commerces : un hypermarché, deux grandes surfaces de bricolage, une supérette, une épicerie, sept boulangeries, trois boucheries-charcuteries, un magasin de produits surgelés, douze magasins de vêtements, six magasins d'équipements du foyer, deux magasins de chaussures, un magasin d'électroménager et de matériel audio-vidéo, huit magasins de meubles, deux magasins d'articles de sports et de loisirs, deux drogueries ou quincailleries, une parfumerie, trois horlogeries-bijouteries, quatre fleuristes, quatre magasins d'optique (2015) ainsi qu'une station-service (2014).
La zone commerciale du Pontel comprend l'hypermarché Cora, devenu Carrefour en 2024. Face à la montée en puissance des enseignes du sud de l'agglomération clermontoise, la restructuration de cet hypermarché (création d'une galerie marchande de 2 300 m2 par agrandissement de la surface de vente, de 7 700 à 12 200 m2 en 2001) a provoqué le déclin des petits commerces de la commune.

### Tourisme
Au 1er janvier 2016, la commune ne comptait ni hôtels, ni campings, ni aucun autre hébergement collectif.

## Culture et patrimoine

### Lieux et monuments

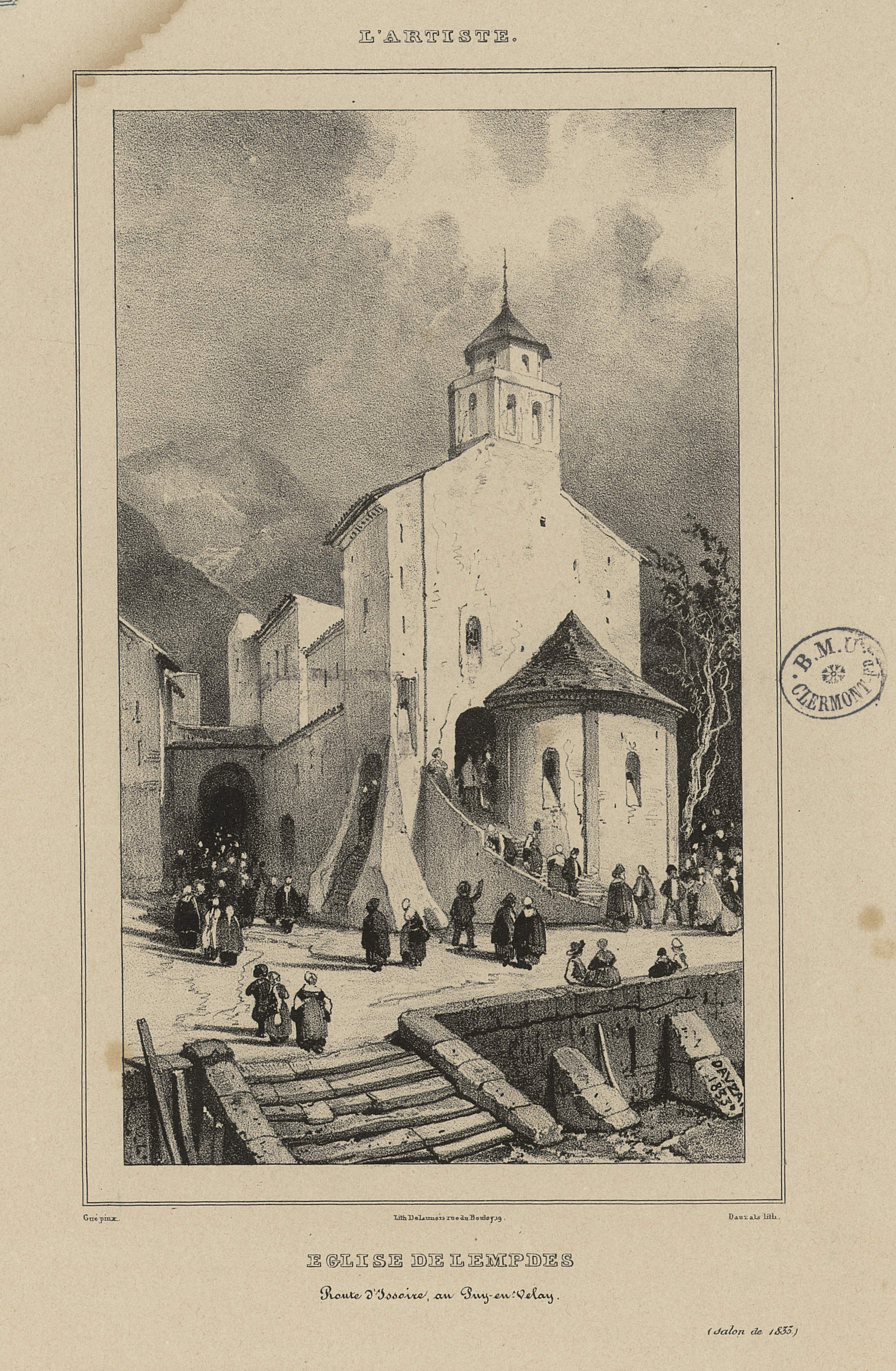
Eglise de Lempdes route d'Issoire au Puy en Velay. 19e. Bibliotheque du patrimoine de Clermont-Ferrand

Lempdes ne compte ni monument ni objet protégé aux monuments historiques. Par ailleurs aucun monument ou objet n'est répertorié à l'inventaire général du patrimoine culturel.
L'église Saint-Étienne d'origine, datant du XIIe siècle, comportait une seule nef de style roman. Une nef latérale a été ajoutée au sud en 1685 et une autre, côté nord, en 1750, « pour faire face au développement de la population ». Très dégradée à la Révolution, elle est restaurée vers 1832, mais l'état dégradé imposa une reconstruction, décidée en 1867. L'église actuelle comprend trois nefs. Elle a subi plusieurs restaurations après sa construction.
La commune comptait également neuf croix, dont sept subsistent.
Quelques fontaines persistent encore ; la grande fontaine a été démolie en 1950.
À l'entrée la commune, une 2CV a été placée, comme symbole de la commune et en hommage à Pierre-Jules Boulanger. Elle est visible depuis l'autoroute A71.

### Patrimoine culturel
- Salle de spectacles La 2Deuche[L 13].

### Patrimoine naturel
- ZNIEFF 1 entre Puy Long, Puy d'Anzelle et Puy de Bane[PLU-Rap 25].
- ZNIEFF 2 des Pays Coupés, au sud-ouest du territoire communal[PLU-Rap 26].
- Site d'intérêt communautaire de 7 000 m2 (FR8301035 « Vallées et coteaux xérothermiques des Couzes et Limagnes ») comprenant trois plantes protégées[PLU-Rap 26].

### Personnalités liées à la commune
- Pierre-Jules Boulanger, entré chez Michelin en 1919, s'était installé à Lempdes dans une propriété aujourd'hui devenue la mairie. Appelé à la gérance des établissements Michelin à Clermont-Ferrand, il est devenu PDG de Citroën en 1937. C'est lui qui conçut la T.P.V. (Très Petite Voiture) qui devrait devenir en 1948 la célèbre « deudeuche ». Un marché à Lempdes aurait inspiré à M. Boulanger l'idée du véhicule dont il avait exprimé ainsi le cahier des charges au directeur du bureau d'études Citroën : « Faites étudier par vos services une voiture pouvant transporter deux cultivateurs en sabots, cinquante kilos de pommes de terre ou un tonnelet, à une vitesse de 63 km/h, pour une consommation de 3 litres aux cent kilomètres et capable de transporter une douzaine d'œufs sans les casser au travers d'un champ labouré »[L 13].
- Claude Lamy, homme politique né le 7 mai 1764 à Lempdes (Puy-de-Dôme) et décédé le 27 mai 1842 à Veyre-Monton (Puy-de-Dôme).
- Christophe Pradon, homme politique né le 31 mai 1847 à Lempdes (Haute-Loire) et décédé le 1er juillet 1917 à Madagascar.
- Jean-Baptiste Lamy (1814-1888), premier archevêque de la capitale de l'état du Nouveau-Mexique, Santa Fe aux États-Unis.

### Héraldique
| Blason de la ville de Lempdes | Description : de sinople à deux rochers de trois coupeaux d'or accompagnés en pointe d'une feuille d'orme du même, au chef d'or chargé de trois étoiles de sinople. |